# 말라야 연방
말라야 연방(말레이어: Persekutuan Tanah Melayu)은 말레이 반도의 아홉 주와 페낭, 믈라카 두 영국 해협 식민지로 구성되어 1948년 1월 31일부터 1963년 9월 16일까지 존속하였던 연방 국가이다. 1963년 국명을 말레이시아로 개명하였으며, 2년 후 싱가포르는 독립하였다.

## 역사
말레이시아는 원래 영국의 식민지였으며, 1946년 영국의 왕실령인 말라야 연합이 설립되었다. 하지만 중국인 및 인도인 등 지나치게 관대한 이민정책으로 말레이인들의 생활이 악화되었으며, 말레이인과 이슬람의 상징이었던 술탄제의 폐지 등으로 반발을 초래하였다. 결국 1948년 영국은 말라야 연합을 해체하고, 대신에 말라야 연방을 신설하였다.
말라야 연방은 영국의 왕실령이자 해협 식민지의 하나였는데, 같은 영국령이자 또다른 해협 식민지였던 싱가포르는 속하지 않았다. 이는 말라야 연합 시절부터였는데, 이유는 자유 무역 등이었다.
1955년 첫 총선이 치러졌고, 2년 후인 1957년 8월 31일, 말라야 연방은 영국으로부터 완전한 독립을 쟁취하게 된다. 느그리슴빌란 주의 술탄 투앙쿠 압둘 라만이 초대 국왕으로, 툰쿠 압둘 라흐만이 초대 총리로 취임했다. 그러나 불안정한 국정 운영, 국제 사회의 낮은 공인, 내부적인 인종 문제 등 전후 안정되지 못하였고, 이에 압둘 라흐만 수상의 제창으로 국가 확대를 이루게 된다. 영국의 왕실령으로 남아있던 싱가포르, 사라왁, 사바가 이에 참여했으나, 정작 말라야 연방의 말레이 연합주들과 유사한 브루나이는 참여하지 않았다.
1963년 9월 16일 싱가포르, 사라왁, 사바와 함께 새로운 연합을 결성했고, 이로써 말라야 연방은 종식되었다. 새 연합은 2년 후 싱가포르가 탈퇴하면서 현재의 '말레이시아'로 존재하고 있다. 1997년 홍콩 반환 이전, 말라야 연방은 아시아 대륙에 있던 영국 최후의 식민지였다(섬 지역 제외).

## 같이 보기
- 반도 말레이시아
- 말레이시아 비상사태